# The Scarlet Letter (1926)
The Scarlet Letter is een Amerikaanse dramafilm uit 1926 onder regie van Victor Sjöström. Het scenario is gebaseerd op de gelijknamige roman uit 1850 van de Amerikaanse auteur Nathaniel Hawthorne. Destijds werd de film uitgebracht onder de titel De roode letter.

## Verhaal
In 1666 komt Hester Prynne aan in de Amerikaanse koloniën. Daar wordt ze verliefd op dominee Arthur Dimmesdale. Als de man van Hester bij zijn aankomst wordt vermoord door indianen, geeft ze toe aan haar gevoelens. Ze ontdekt echter dat ze zwanger is.

## Rolverdeling
| Acteur            | Personage         |
| ----------------- | ----------------- |
| Lillian Gish      | Hester Prynne     |
| Lars Hanson       | Arthur Dimmesdale |
| Henry B. Walthall | Roger Prynne      |
| Karl Dane         | Giles             |
| William H. Tooker | Gouverneur        |
| Marcelle Corday   | Mevrouw Hibbins   |
| Fred Herzog       | Cipier            |
| Jules Cowles      | Bode              |
| Mary Hawes        | Patience          |
| Joyce Coad        | Pearl             |
| James A. Marcus   | Kapitein          |